# Фуад Мубазаа
Фуад Мубазаа (часто Мебазаа; араб. فؤاد المبزع; 16 червня 1933, Туніс — 23 квітня 2025) — туніський політик, спікер парламенту з 1997 року, виконувач обов'язків президента Тунісу з 15 січня 2011 року. Був активним учасником партії Neo Destour, що виступала за незалежність Тунісу від Франції. Після проголошення незалежності у різний час займав посади міністра молоді та спорту, міністра охорони здоров'я та міністра культури й інформації.